# Iran i olympiska vinterspelen 1964
Iran deltog med fyra deltagare vid de olympiska vinterspelen 1964 i Innsbruck. Ingen av landets deltagare erövrade någon medalj.